# Tjalk

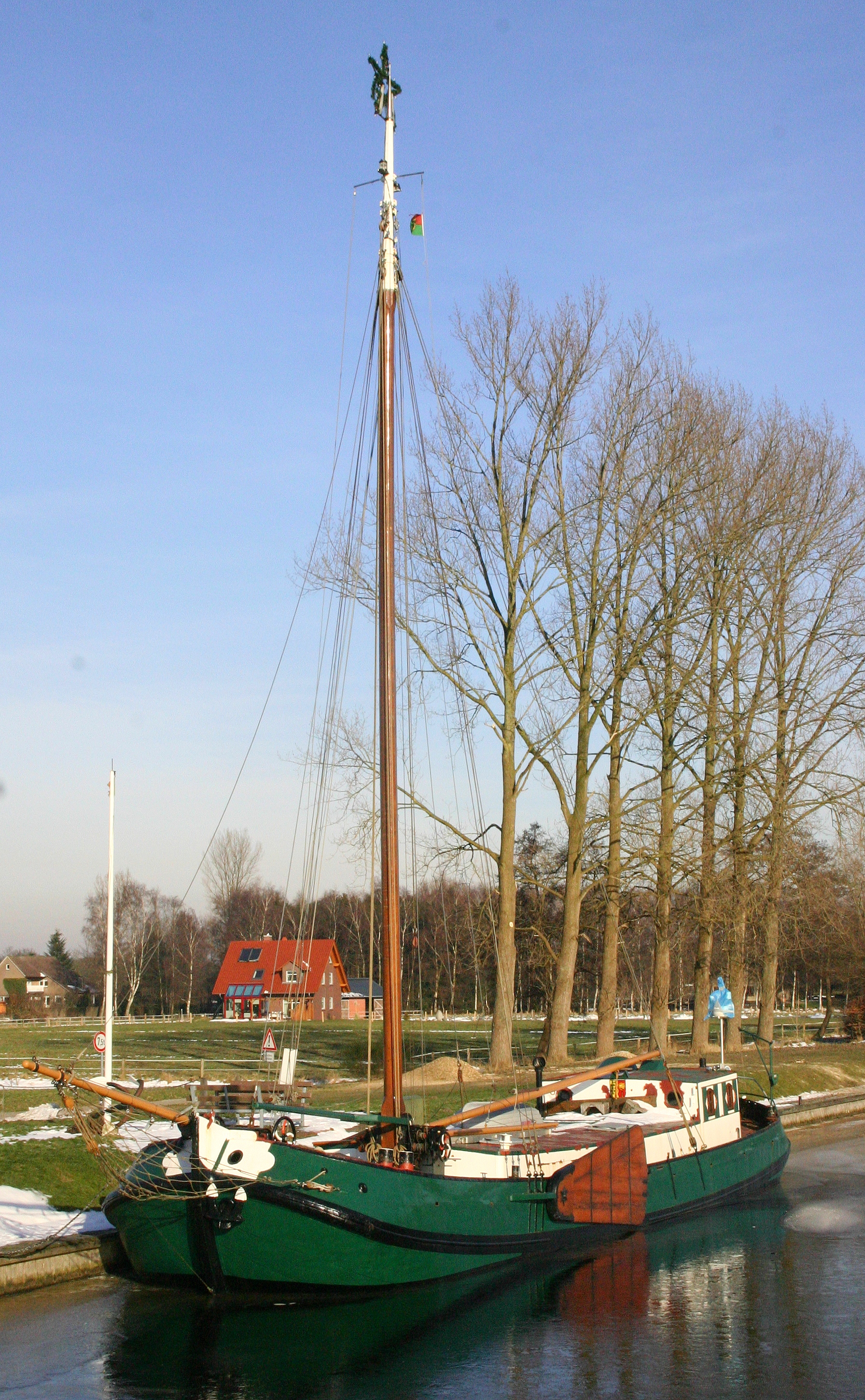
Die Stahl-Tjalk Wappen von Ihlow (Baujahr ca. 1900) auf dem Ems-Jade-Kanal

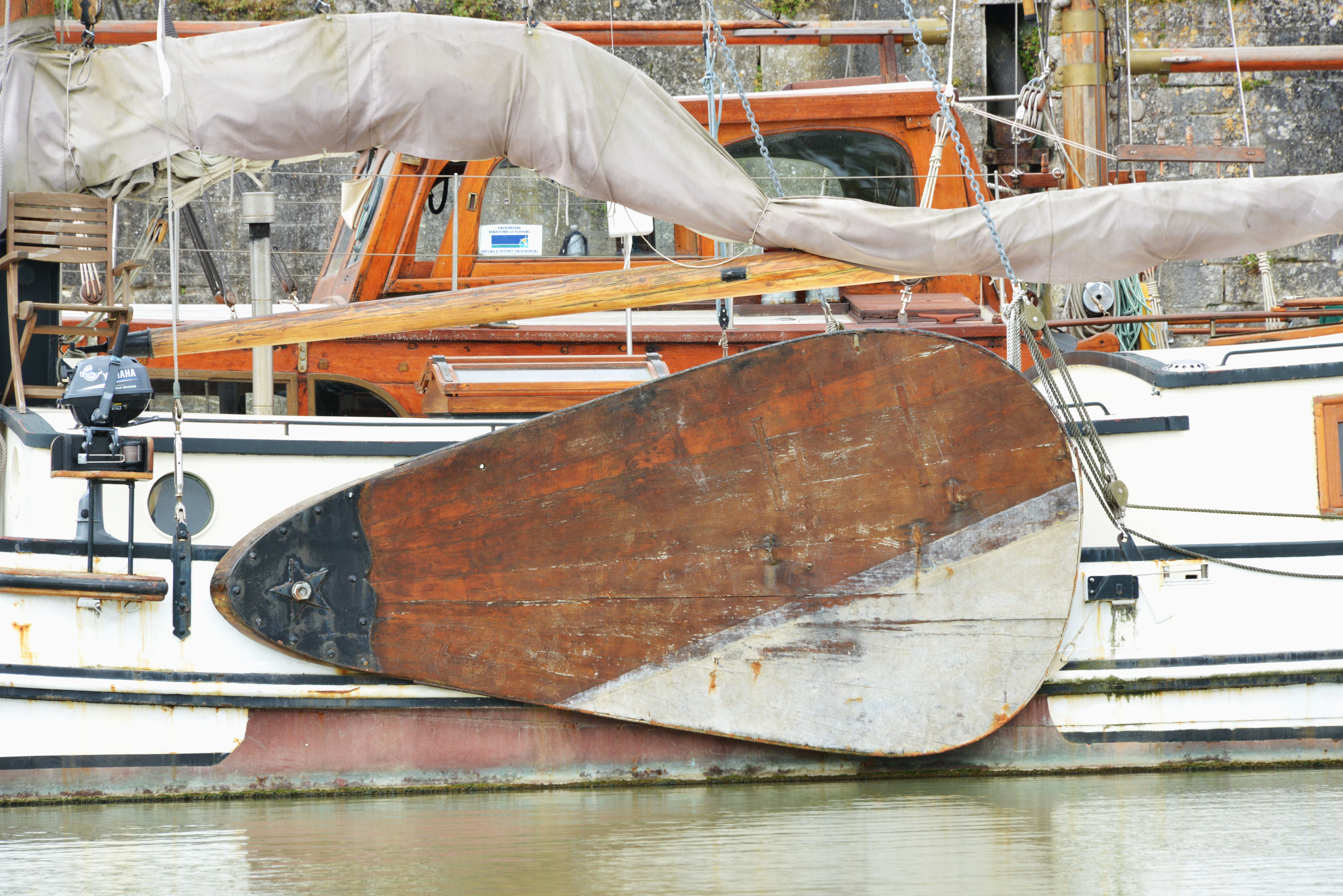
Backbord-Seitenschwert der friesischen Tjalk De Dicke Door, Baujahr 1898

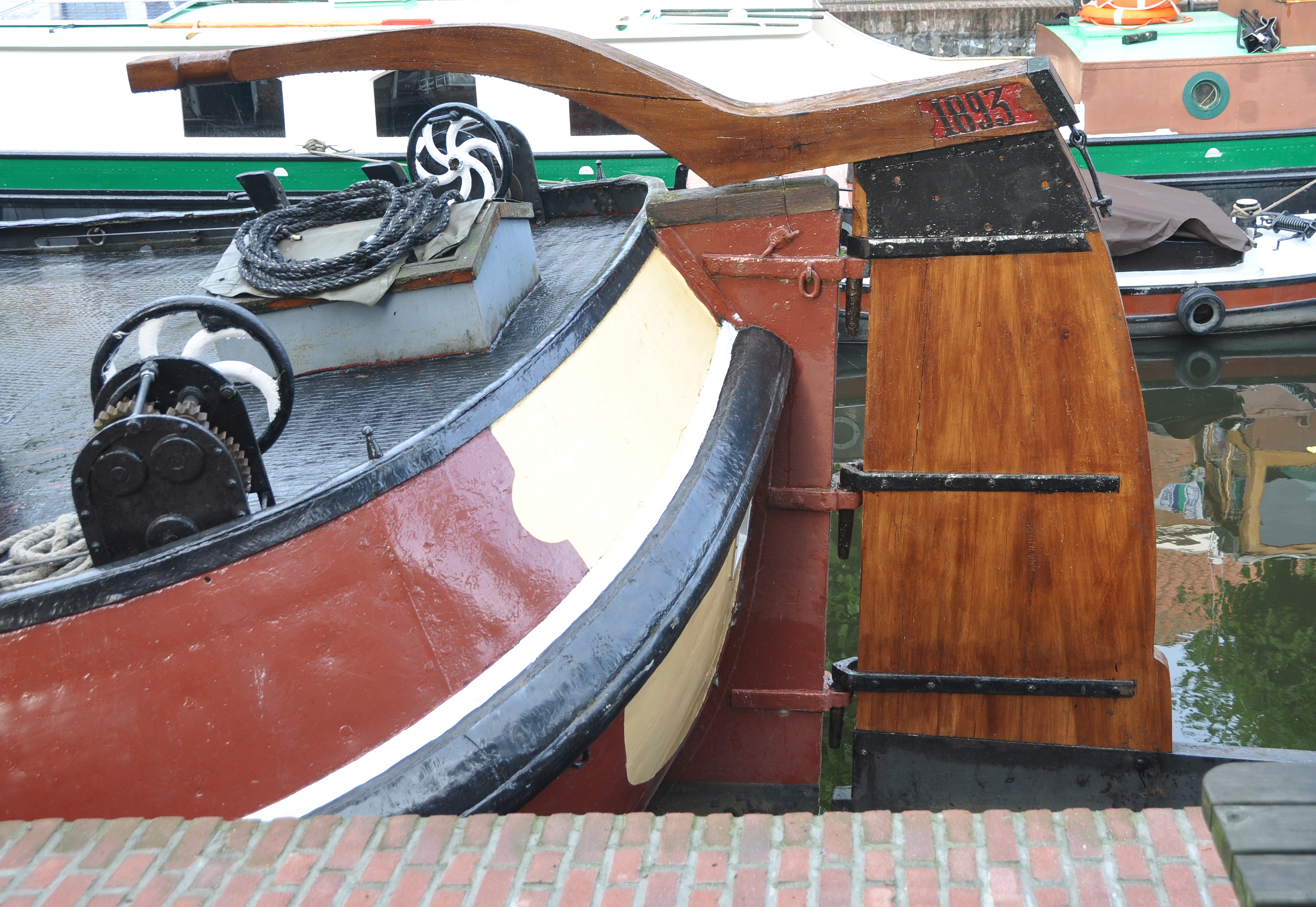
Tjalken haben typischerweise ein von außen an das Heck angesetztes Ruder aus Holz. Im Bild ein Detail der niederländischen Ebenhaezer, Baujahr 1893

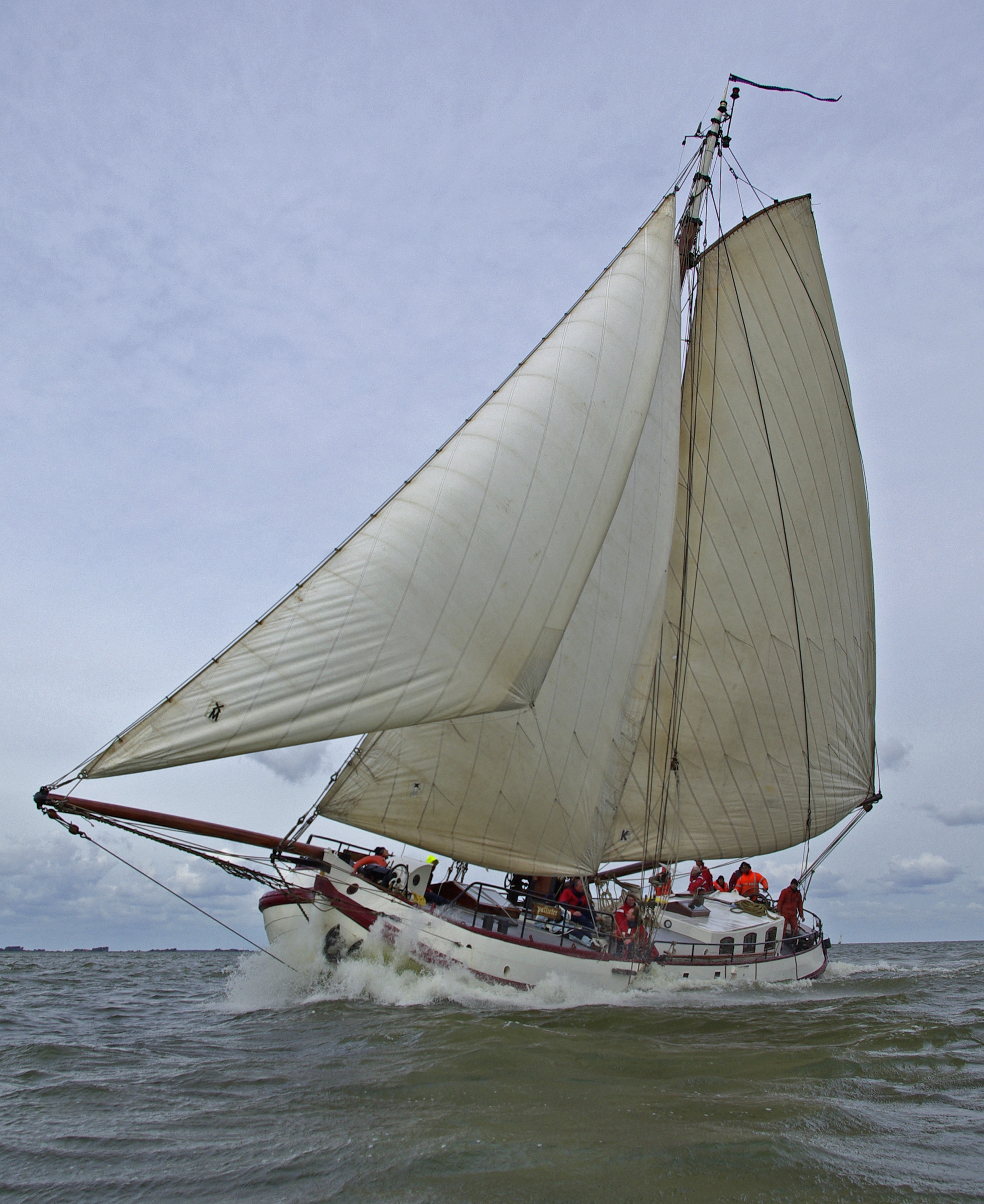
Die Tjalk Pallieter (Bj. 1899) unter voller Besegelung – Klüver, Fock und Gaffelsegel. Foto von der Segelregatta Tjalkenrace 2008

Die Tjalk ist ein historischer niederländischer, einmastiger Segelschifftyp für den Gütertransport im und am Wattenmeer, also ein Wattensegler für flache Küsten- und Binnengewässer. Neben dem Einsatz in der Küstenschifffahrt wurden Tjalken bis ins 20. Jahrhundert häufig auch als reine Binnen-Frachtschiffe eingesetzt. Einen Vorgänger haben Tjalken im ebenfalls niederländischen Schiffstyp Bojer. Die Bezeichnung „tjalk“ tauchte erstmals 1673 in einem friesischen Dokument auf.

## Konstruktion
Tjalken haben einen im Verhältnis zur Länge breiten, füllig wirkenden Schiffsrumpf. Optisch wird diese Wirkung unterstützt durch ihren im Vergleich zu anderen Kleinseglern stumpfen Bug (siehe nebenstehendes Foto). Tjalken zählen zu den Plattbodenschiffen: Um den Tiefgang des Schiffstyps auch im beladenen Zustand so gering wie möglich zu halten, hat auch dieser Typ einen gänzlich flachen Boden ohne Balkenkiel. Deshalb ist er besonders gut zum Befahren seichter Kanäle und Priele sowie für Küstenfahrten bei niedrigen Wasserständen geeignet. Ein Nebeneffekt des flachen Bodens ist, dass Tjalken wie auch andere Plattbodenschiffe während der Gezeiten bei Tiefebbe aufrecht trockenfallen – das heißt, dass sie mit dem ganzen Rumpf auf Grund aufsetzen können, ohne (wie es Schiffe mit festem Kiel konstruktionsbedingt tun) in größere Schieflage zu geraten. Bei auflaufendem Wasser schwimmen Plattbodenschiffe auf der steigenden Flut selbsttätig wieder auf.
Ein Nachteil von Schiffsrümpfen mit flachem Boden ohne Kiel ist deren geringere Stabilität gegenüber Seitenwind; Schiffe dieser Bauart sind anfällig für das Rollen um die Längsachse des Rumpfes sowie für Abdrift vom Kurs. Um dies vermindern zu können, haben Tjalken die für Plattbodenschiffe typischen Seitenschwerter. An beiden Seiten des Schiffsrumpfes (→ Backbord und Steuerbord) ist mittschiffs ein großformatiger, paddel- bis tropfenförmiger und um eine horizontale Achse schwenkbarer Stabilisator in Brettform angebracht. Bei Seitenwind wird jeweils das auf der dem Wind abgewandten Seite (→ Lee; daher die englische Bezeichnung Leeboards für Seitenschwerter) befindliche Schwert herunter gelassen („zu Wasser gelassen“), um das Schiff zu stabilisieren.
Die Takelung einer Tjalk besteht aus einem großen Gaffelsegel (Hauptsegel) mit kurzer Gaffel und langem Großbaum sowie einem Stagsegel (Focksegel und optional ein Klüver; das Fahren von Letzterem ist Tjalken nur mit einem zusätzlichen, beweglich aufgesetzten Klüverbaum möglich).

## Nutzungsgeschichte
Neben dem Ewer gehörte die Tjalk im 19. Jahrhundert zu den in Norddeutschland verbreitetsten Schiffstypen in der regionalen Küsten- und Binnenschifffahrt. So wird der Anteil dieser beiden Typen am Gesamtbestand der Handelsflotte Schleswig-Holsteins im Jahr 1850 auf 70 % geschätzt – bei einem Anteil von 35 % der Ladekapazität der Flotte. Nach H. Szymanski gab es um 1900 in Norddeutschland etwa 160 hölzerne und 28 eiserne See- und Binnentjalken. Besonders gut bewährten sich die ausschließlich auf niederländischen Werften gebauten eisernen Tjalken. So gehörten 1928 noch 128 eiserne Tjalken mit einer durchschnittlichen Tragkraft von jeweils 140 t zur deutschen Binnenflotte.
Viele Tjalken werden heute touristisch genutzt. Beispielsweise in den Häfen rund um das IJsselmeer werden diese Schiffe häufig verchartert. Üblicherweise sind ein Kapitän und ein Maat an Bord. Die Gäste helfen unter Anleitung des Maates bei den Segelmanövern.
Bis einschließlich 2013 fand auf dem IJsselmeer vor der nordholländischen Kleinstadt Medemblik eine jährlich ausgerichtete Segelregatta nur für diesen Schiffstyp statt, das Tjalkenrace Medemblik.
Es gibt auch heute noch zum größten Teil im Original erhaltene Tjalken unter deutscher und unter niederländischer Flagge, die als Traditionsschiffe mit entsprechender Abnahme (in Deutschland ist das nach § 6 Abs 1 der Schiffssicherheitsverordnung (SchSV) das Sicherheitszeugnis für Traditionsschiffe der Berufsgenossenschaft Verkehr – zuvor SeeBG) als fahrende Monumente einer vergangenen Epoche zum Mitsegeln im Wattenmeer und auf angrenzenden Gewässern einladen. Eine solcher Tjalken, die „Ebenhaezer“, befindet sich als Traditionsschiff im Besitz der ostfriesischen Gemeinde Rhauderfehn.
Neben den im Einsatz befindlichen Exemplaren liegen einige Tjalken als schwimmende oder trockengelegte Museumsschiffe in Museen zu den Themen Schifffahrt und Industriekultur. Beispiele sind die im Hamburger Museumshafen Oevelgönne festgemachte Tjalk Helene aus dem Jahr 1906 sowie die im Jahr 1913 vom Stapel gelaufene Goede Verwachting, die aufgetakelt und dauerhaft in einer Halle des Duisburger Museums der Deutschen Binnenschifffahrt ausgestellt ist.

## Verwandte Schiffstypen
Der Tjalk in Konstruktionsweise und Verwendungszweck verwandte Flachboden-Schwertboote sind neben anderen der friesische Ewer und das pommersche Zeesenboot; diese beiden historischen Segelschiffstypen sind ebenfalls für den Einsatz in flachen Küstengewässern konstruiert. In der niederländischen Provinz Friesland entstand außerdem das Skûtsje (westerlauwers) beziehungsweise Schuitje (niederländisch; beides niederländische Diminutive der Schiffsbezeichnung Schute) als Sonderform für die Binnenfrachtfahrt. Ein weiterer Verwandter der Tjalk ist der Segelschiffstyp Pogge, entwickelt für den Transport von Torf für die Fehnkultur Hollands (Fehn, von ndl. Veen, Moor → Moorkultivierung).